# Lill-Herrsjön (Ytterlännäs socken, Ångermanland)
Lill-Herrsjön är en sjö i Kramfors kommun i Ångermanland och ingår i Ångermanälven-Gådeåns kustområde. Sjön har en area på 0,123 kvadratkilometer och ligger 190 meter över havet. Sjön avvattnas av vattendraget Bodån (Nattsjöån).

## Delavrinningsområde
Lill-Herrsjön ingår i det delavrinningsområde (698558-158680) som SMHI kallar för Inloppet i Hersjön. Medelhöjden är 217 meter över havet och ytan är 4,77 kvadratkilometer. Det finns ett avrinningsområde uppströms, och räknas det in blir den ackumulerade arean 15,88 kvadratkilometer. Bodån (Nattsjöån) som avvattnar avrinningsområdet har biflödesordning 2, vilket innebär att vattnet flödar genom totalt 2 vattendrag innan det når havet efter 15 kilometer. Avrinningsområdet består mestadels av skog (92 procent). Avrinningsområdet har 0,12 kvadratkilometer vattenytor vilket ger det en sjöprocent på 2,6 procent.